# Austrolestes aleison
Austrolestes aleison là loài chuồn chuồn trong họ Lestidae. Loài này được Watson & Moulds mô tả khoa học đầu tiên năm 1979.